# 日本共産党第15回大会
日本共産党第15回大会（にほんきょうさんとうだいじゅうごかいたいかい）は、1980年（昭和55年）2月26日から3月11日に渡って開催された日本共産党の党大会。前回の第14回大会に引き続き、静岡県熱海市の党伊豆学習会館を会場として行われた。

## 概要
直前の1979年(昭和54年）12月に起こったソ連のアフガニスタン介入、1980年1月の日本社会党と公明党との共産党を排除した政権合意（社公合意）を受けて行なわれた大会で、ソ連批判と独自の革新統一戦線路線を定式化した。

## 規約の改正
この大会では規約が改正され、1966年（昭和41年）の第10回党大会以来続けられてきた「党員候補制度」が廃止された。

また、12条該当党員の除籍措置について、それまでは活動に参加しなくなってから6カ月経過時点で容赦なく除籍としていたのを、1年経過時点まで先送りとし、なおかつ除籍措置実行にあたっては本人と所属支部との間で協議を行わなければならないと定めた。ただし、「本人との協議は党組織の努力にもかかわらず不可能な場合に限り行わなくても良い」とも規定されており、協議の席に着かせることが難しいくらい活動から離れている者に対しては、「党員の資格を明白に失った」ものとみなして容赦なしの除籍手続きを行う余地も残された。

## 選出された中央委員会
- 中央委員会議長：野坂参三
- 幹部会委員長：宮本顕治
- 書記局長：不破哲三
- 幹部会副委員長：上田耕一郎、戎谷春松、瀬長亀次郎、西沢富夫、村上弘